# Dennis Christian Hövel
Dennis Christian Hövel (* 1981 in Wipperfürth) ist ein deutscher Bildungsforscher und Professor für Sonderpädagogik mit den Schwerpunkten Verhalten, sozio-emotionale und psychomotorische Entwicklungsförderung am gleichnamigen Institut der Interkantonalen Hochschule für Heilpädagogik (HfH) mit Standort in Zürich.

## Leben
Nach dem Abitur am Erzbischöflichen St.-Angela-Gymnasium in Wipperfürth studierte Dennis Christian Hövel an der Universität zu Köln und der Rheinischen Friedrich-Wilhelms-Universität Bonn Sonderpädagogik sowie Theologie und schloss 2009 mit dem ersten Staatsexamen ab. Das zweite Staatsexamen absolvierte er erfolgreich von 2009 bis 2011 am Studienseminar in Engelskirchen sowie der Jakob-Moreno-Schule Gummersbach, an der er bereits seit 2004 als freiberufliche pädagogische Fachkraft tätig war
Zwischen 2011 und 2015 war er als Sonderschullehrer im Kompetenzzentrum sonderpädagogischer Förderung in den Bereichen Unterricht, Diagnostik, individuelle Förderung, Beratung und multiprofessionelle Vernetzung engagiert und betreute in diesem Kontext mehrere Grundschulen sowie Gymnasien.
In seinem Promotionsprojekt vollzog Hövel eine inklusive Weiterentwicklung des Programms «Lubo aus dem All!» zur Förderung sozio-emotionaler Kompetenzen in der Primarschule. Die Dissertation absolvierte er von 2013 bis 2014 berufsbegleitend an der Carl von Ossietzky Universität Oldenburg und schloss mit dem Prädikat summa cum laude ab.
2015 wechselte er als Studienrat an das Department Heilpädagogik und Rehabilitation (DHR) der Universität zu Köln. Von 2015 bis 2019 war er stellvertretender Direktor dieses Departments und verantwortlich für die Bereiche Studium und Lehre. In den Jahren 2019 und 2020 übernahm er die neue Professur für «Didaktik des inklusiven Unterrichts» am DHR.
2020 wechselte er als Professor für «Lernen unter erschwerten Bedingungen» an die HfH in Zürich, wo er sich in der Erstdurchführung des neuen Masterstudiengangs Schulische Heilpädagogik engagierte. 2021 wählte ihn der Hochschulrat der HfH zum Mitglied der Hochschulleitung und Leiter des Instituts für Verhalten, sozio-emotionale und psychomotorische Entwicklungsförderung.
Hövel ist verheiratet, hat zwei Kinder und wohnt mit seiner Familie im Schweizer Kanton Schaffhausen.

## Forschungsschwerpunkte
Ein Forschungsschwerpunkt von Hövel ist die Entwicklung und Implementation von evidenzbasierten Programmen des Sozial-Emotionalen-Lernens (SEL). Die Programme wie «Lubo aus dem All!», «Ben & Lee», «Klaros Klasse Kinder Spiel» und eine Unterrichtsreihe zur Förderung emotionaler Kompetenzen im Rahmen des Biologieunterrichts konnten in internationalen Kooperationen erfolgreich entwickelt und evaluiert werden. Zudem hat er diverse Überblicksarbeiten und Evaluationen in diesem Themenfeld veröffentlicht.
Ein weiterer Schwerpunkt ist die Weiterentwicklung der Diagnostik in der sonderpädagogischen Praxis. Ein internationales Kooperationsprojekt in diesem Kontext ist «STAFF: Standards zur Feststellung sonderpädagogischer Förderbedarfe: Konzeption, Implementation und Evaluation von Diagnostikstandards zur Feststellung sonderpädagogischer Förderbedarfe».

## Ausgewählte Schriften
- Casale, G., Hennemann, T. & Hövel, D. (2014). Systematischer Überblick über deutschsprachige schulbasierte Maßnahmen zur Prävention von Verhaltensstörungen in der Sekundarstufe I. Empirische Sonderpädagogik, 4, 33-58. https://doi.org/10.25656/01:9244
- Casale, G., Husakovic, M., Hagen, T., Hövel, D. C. & Krull, J. (2017). Effekte eines Aufsatztrainings auf die Schreibleistung und das Lern- und Arbeitsverhalten bei Schülern mit ADHS in der Sekundarstufe I einer Förderschule. Empirische Sonderpädagogik, 9, 341-364. https://doi.org/10.25656/01:15389
- Ferreira González, L., Hövel, D., Hennemann, T. & Schlüter, K. (2019). Auswirkungen des gezielten Einsatzes von Classroom Management Strategien im inklusiven Fachunterricht Biologie auf das Unterrichtsverhalten von Schülern unter erhöhten Risiken aus Perspektive der Lehrperson – Eine Einzelfallstudie. Empirische Sonderpädagogik, 11, 53-70. https://doi.org/10.25656/01:17770
- Ferreira González, L., Hövel, D., Hennemann, T., Schlüter, K. & Osipov, I. (2019). Emotionale Kompetenzförderung im inklusiven Biounterricht. Prävention und Gesundheitsförderung, 14, 223-230. https://doi.org/10.1007/s11553-019-00702-x
- Hövel, D. C. & Hochstein, L. (2020). Einzelfallbefunde zur Implementation des Marburger Konzentrationstrainings in den Mathe- und Deutschunterricht. Lernen und Lernstörungen, 9, 37-47. https://doi.org/10.1024/2235-0977/a000262
- Hövel, D., Hennemann, T. & Rietz, C. (2019). Meta-Analyse programmatischer-präventiver Förderung der emotionalen und sozialen Entwicklung in der Grundschule. Emotionale und Soziale Entwicklung (ESE) in der Pädagogik der Erziehungshilfe, 1, 38-55. https://doi.org/10.35468/5750
- Hövel, D., Hennemann, T., Casale, G. & Hillenbrand, C. (2015). Das erweiterte LUBO-Schultraining in der Förderschule: Evaluation einer indizierten Präventionsmaßnahme in der Primarstufe der Förderschule. Empirische Sonderpädagogik, 7, 117-134. https://doi.org/10.25656/01:10824
- Hövel, D., Hennemann, T., Urban, M. & Osipov, I. (2020). „Die Mischung macht den Unterschied“ – Selektive Wirksamkeitsstudie zur Förderung emotionaler und sozialer Kompetenzen mit dem Ben & Lee Programm. Emotionale und Soziale Entwicklung (ESE) in der Pädagogik der Erziehungshilfe und bei Verhaltensstörungen, 2, 30-44. https://doi.org/10.35468/5819
- Hövel, D., Schmidt, L. & Osipov, I. (2018). Sozialklima in der Grundschule. Zur Wirksamkeit der Gewaltpräventionsmaßnahme Mut tut gut von VHS und Polizei. Prävention und Gesundheitsförderung, 14, 176-182. https://doi.org/10.1007/s11553-018-0658-x
- Hövel, D., Zimmermann, D., Meyer, B. & Gingelmaier, S. (2020). „Und bist du nicht willig, so brauch ich Gewalt“. Der Trainingsraum: Empirische Befunde, theoretische Perspektiven, pädagogische Alternativen. Sonderpädagogische Förderung heute, 65, 291-305. https://doi.org/10.3262/SZ2003291
- Offer-Boljahn, H., Hennemann, T. & Hövel, D. (2022). Learning behaviors, executive functions, and social skills. Factors influencing learning development in the transition from kindergarten to elemen-tary school: a meta-analysis. Journal of Pedagogical Research. https://doi.org/10.33902/JPR.20221175398
- Offer-Boljahn, H., Hövel, D. & Hennemann, T. (2019). A Multi Component Intervention in Early Child Education: A Systematic Review. ENPAIR. https://doi.org/10.30436/PAIR19-01
- Widmer, I., Diatara, M., L. & Hövel, D. (2022). Bewegungsbasierte Förderung prosozialen Verhaltens beim Schuleintritt. Eine Wirksamkeitsprüfung des Präventionsprogramms BESK. Prävention und Gesundheitsförderung. https://doi.org/10.1007/s11553-022-00962-0